# فرودگاه لیدا جانکشن
فرودگاه لیدا جانکشن (به انگلیسی: Lida Junction Airport) یک فرودگاه همگانی است که یک باند فرود خاک دارد و طول باند آن ۱۸۵۹ متر است. این فرودگاه در کشور ایالات متحده آمریکا قرار دارد و در ارتفاع ۱۴۲۸ متری از سطح دریا واقع شده است.